# Rue de la Pompe
Koordinaten: 48° 52′ N, 2° 17′ O
Mit einer Länge von 1.690 Metern (die Breite beträgt 15 Meter) ist die Rue de la Pompe heute eine der längsten Straßen im 16. Arrondissement von Paris.

## Lage
Die Straße reicht von der Avenue Paul Doumer im Süden bis zur Avenue Foch im Norden und verläuft durch zwei Quartiers; ihr südlicher Abschnitt liegt in Muette, ihr nördlicher Teil in Porte Dauphine. Die Grenzlinie zwischen den beiden Stadtvierteln verläuft entlang der Avenues Henri-Martin und Georges-Mandel.
Die Straße ist mit der Metro, dem Bus oder der RER zu erreichen:
- Victor Hugo  , Rue de la Pompe  , La Muette
- RATP 52
- Gare de Boulainvilliers RER

## Namensursprung
Ihren Namen erhielt die Straße durch die Pumpe, die das Schloss La Muette mit Wasser versorgte.

## Geschichte
Gemäß einer alten Karte des Kartographen Roussel (plan de Roussel) existierte sie bereits im Jahr 1730 als Weg.  Lange Zeit bildete die Rue de la Pompe, die von Süden nach Norden verläuft, zusammen mit der in ost-westlicher Richtung verlaufenden Rue de Longchamp (über die man von Paris zum Bois de Boulogne gelangt) die Hauptachse von Passy. Dessen Gelände wurde vor der Eingemeindung zu Paris am 1. Januar 1860 lange Zeit vorwiegend landwirtschaftlich genutzt und bestand neben einigen Wiesen und kleinen Waldstücken aus einer Vielzahl von Gärten, in denen hauptsächlich Gemüse und Wein angebaut wurde.

## Sehenswürdigkeiten

### Wohnsitz berühmter Persönlichkeiten

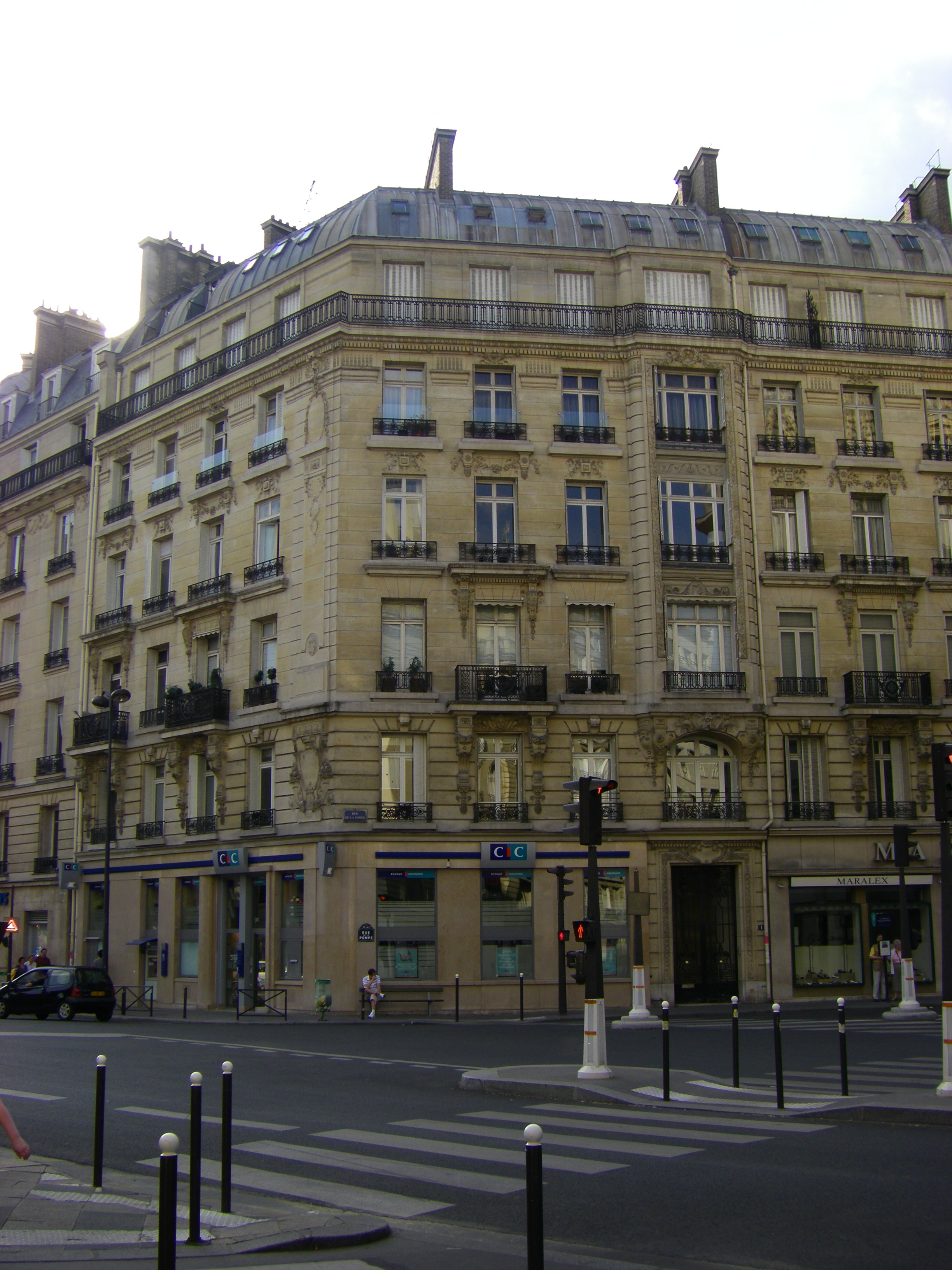
In dem Haus Nr. 1 in der Rue de La Pompe verbrachte Brigitte Bardot einen Teil ihrer Kindheit.

Blick in den südlichen Bereich der Rue de la Pompe, aufgenommen in etwa auf Höhe der Hausnummer 51, der spanischen Kirche. In der Bildmitte ist am unteren Ende das Haus Nr. 27 zu sehen.

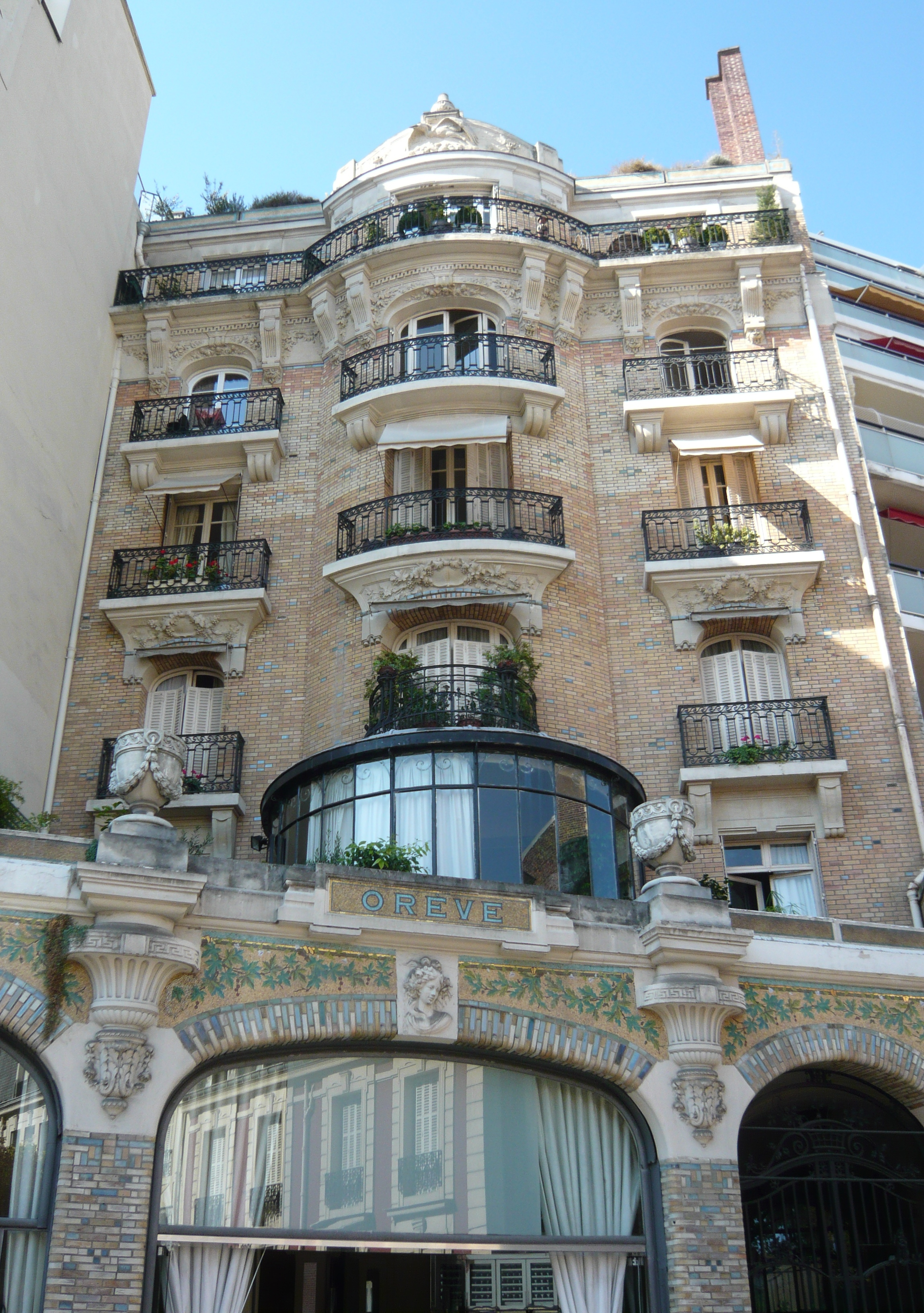
Das Hôtel Orève mit der Hausnummer 25 gehört zu den Kulturdenkmälern von Paris.

Das Haus mit der Nummer 1 steht im Süden und (von dort aus betrachtet) auf der linken Seite. Hier verbrachte Brigitte Bardot einen Teil ihrer Kindheit.
Nur wenige Schritte weiter auf derselben Straßenseite lebte und verstarb im Haus Nr. 9 der französische Dramatiker François Ponsard (1814–1867), nach dem die kleine Rue François Ponsard benannt ist, die westlich der Rue de la Pompe auf der Rückseite von deren Nummern 1–11 verläuft. Gleich nebenan lebte im Haus Nr. 11 von 1856 bis zu seinem Tod der Schriftsteller und Kritiker Jules Janin (1804–1874) in einem rustikalen Landhaus: „Es gehört sicher eine Menge Mut dazu, sich in dieser Einöde niederzulassen, an einem kaum erkennbaren Weg. Die ersten drei Winter verbrachten wir hier allein, umgeben von dieser furchterregenden Einsamkeit und absoluten Stille.“ Nach ihm ist die Straße benannt, die östlich der Rue de la Pompe zwischen deren Nummern 12 und 32 verläuft.
In unmittelbarer Nachbarschaft wuchs beinahe zur selben Zeit in einem Eckhaus mit Eingang in der Rue de Passy der am 6. März 1834 in Paris geborene Schriftsteller und Karikaturist George du Maurier auf. In seinem 1891 erschienenen und stellenweise autobiografisch gefärbten Roman Peter Ibbetson berichtet der Autor von glücklichen Kindheitstagen in der Rue de la Pompe: „Das Haus, ein altes gelbes Haus mit grünen Fensterläden und Schieferdächern, stand zwischen Garten und Straße; einer langen und gebogenen Straße. … Auf beiden Seiten der Straße (welche „Pumpstraße“ genannt wurde), befanden sich Wohnhäuser wie das der Ibbetsons, soweit das Auge reichte. Sie unterschieden sich nur durch bestimmte Kleinigkeiten voneinander; die Gartenzäune waren überwuchert von den Blättern der Bäume.“
Nicht nur seine Enkelin, die Schriftstellerin Daphne du Maurier, war der Auffassung, dass seine Schilderungen das damalige Passy rund um die Rue de la Pompe wieder lebendig machen: „George du Maurier, „Kicky“ für seine Familie und Freunde, … war ein glücklicher kleiner Junge – zumindest glaubte er das, als er fünfzig Jahre später in Peter Ibbetson über seine Kindheit schrieb – und die Düfte und Geräusche des damaligen Paris, das Rattern der Räder auf den Kopfsteinpflastern, das Knallen einer Peitsche, der weiße Staub an der Ecke der Rue de la Pompe, die blühenden Kastanienbäume – auch der Geruch von verbranntem Brot, schwarzem Kaffee und dem Tabak in der warmen Frühlingsluft – steigen aus den Seiten seines Romans empor…“
Wehmütig befasst George du Maurier sich auch mit der rasanten Veränderung, die sich durch die Eingemeindung von Passy unter dem von Napoléon III. zum Präfekten von Paris ernannten Georges-Eugène Haussmann ergab. 12 Jahre, nachdem er als Kind von seinem Onkel nach London gebracht worden war, kehrt seine Romanfigur Peter Ibbetson an den Ort ihrer Kindheit zurück: das alte Haus an der Rue de la Pompe war verschwunden und durch ein größeres Gebäude ersetzt worden. Auch vom vertrauten Apfelbaum war nur noch der Stumpf geblieben. Doch das alte Tor und ein Teil des alten Gartens waren noch unverändert. Die alte Hecke, durch deren Loch er früher in den dahinter liegenden Park stieg, um schneller zum Bois de Boulogne zu gelangen, war ebenfalls verschwunden und das Parkgelände in kleine Parzellen aufgeteilt, in dessen voneinander abgegrenzten Gärten jetzt herrschaftliche weiße Villen standen. Die vertraute Umgebung hatte sich zu seinem Leidwesen verändert.
Einige Jahrzehnte später wuchs in derselben Straße ein anderer Schriftsteller auf, dessen Kindheitserinnerungen ähnlich melancholisch stimmen wie die Erzählungen Du Mauriers: „Wenn ich in Passy spazieren gehe, ist es mir, als wanderte ich in meinem eigenen Inneren, und immer wieder stoße ich auf meine Kindheit.“
Mit derselben Traurigkeit, die Du Maurier beinahe ein Jahrhundert vor ihm empfindet, berichtet auch Julien Green über die vielen Veränderungen, die seine Heimat im Laufe der Zeit erfuhr: „Es ist verblüffend, wie ein Vierteljahrhundert diesen Teil der Stadt so völlig seines Charmes berauben konnte. Ich weiß, dass es zwecklos und lächerlich ist, verschwundene Steine zu bejammern, aber mein Blick ist ohne Nachsicht, wenn ich mich den wie eine Festung umrissenen Mietskasernen zuwende, die jetzt jene Höhen einnehmen, auf denen ich mich erinnere, Reihen von altmodisch eleganten Villen gesehen zu haben, und Gärten, die ihre Stille und den Gesang ihrer Vögel wie Schätze hüteten.“ „Und wenn ich aus den Höhen von Passy zum Seineufer hinuntergehe, frage ich mich manchmal, wo ich bin, und ob ich nicht geträumt habe.“
Julien Green wohnte auf der linken Straßenseite der Rue de la Pompe (jene mit den ungeraden Nummern) und besuchte das gegenüberliegende Gymnasium mit der Hausnummer 106. Weil im Hause des in Paris geborenen Sohnes US-amerikanischer Einwanderer nur englisch gesprochen wurde und in der Schule nur französisch, bezeichnete Green die zwischen Elternhaus und Schule liegende Rue de la Pompe als „mein Atlantischer Ozean“.
Ebenfalls gegenüber dem Gymnasium lebte im Haus Nr. 115 zehn Jahre lang der französische General Joseph Jacques Césaire Joffre (1852–1931). Etwas weiter südlich lebten, ebenfalls in unmittelbarer Nähe des Lycée Janson de Sailly, die Schauspielerin Caroline Segond-Weber (1867–1945) von 1924 bis zu ihrem Tode unter der Nummer 83 sowie der Schriftsteller François Mauriac (1885–1970) von 1913 bis 1930 in dem Haus Nummer 89. Im Erdgeschoss desselben Gebäudes unterhielt der Politiker und Journalist Pierre Brossolette (1903–1944) von Oktober 1940 bis Juni 1942 eine Buchhandlung, die als Anlaufstelle und Briefkasten für Résistance-Mitglieder diente, nachdem der militante Sozialist vom Vichy-Regime mit einem Lehrverbot belegt worden war. Ferner lebte zwischen 1910 und 1924 der Komponist Alfred Bruneau (1857–1934) in dem Haus Nummer 10, das direkt an die Rue Faustin Hélie grenzt.

### Besondere Gebäude
Unter Nummer 25 befindet sich das einzige Kulturdenkmal der Straße. Das Gebäude wurde 1910 vom Architekten Lecourtois im Auftrag des Floristen Charles Orève errichtet und besticht durch sein Keramikwerk an der Vorderseite des Hauses. Früher war im Erdgeschoss ein Blumengeschäft untergebracht, heute beherbergt es ein Restaurant.
Unter den Nummern 29 und 31 (offizieller Eingang) befindet sich die katholische Privatschule Gerson, die als École, Collège und Lycée fungiert.
Unter Nummer 51 befindet sich die 1898 erbaute Spanische Kirche sowie die Spanische Mission der Gemeinde Notre Dame de la Grâce de Passy. An diese schließt unter der Nummer 53 die zweisprachige Schule des Collège Frederico Garcia Lorca an, das in Französisch und Spanisch unterrichtet.
Schräg gegenüber der Kirche befindet sich unter Nummer 52 die katholische Schule École La Providence Passy, die zwischen 1895 und 1897 ursprünglich als kirchliches Internat errichtet wurde, das 1955 aufgelöst wurde. Die Schule steht unter der Treuhandschaft der Ordensschwestern, die in einem benachbarten Gebäude auf demselben Grundstück leben, wird aber von einem staatlich bestellten Direktor geleitet.
Haus Nummer 123 beherbergt die internationale Privatschule École Active Bilingue Section Lamartine (EaB Lamartine), die in Französisch und Englisch unterrichtet und darüber hinaus in den späteren Klassen auch Spanisch anbietet. Die 1954 gegründete Bildungseinrichtung wird voraussichtlich Anfang April 2013 in École Internationale Bilingue (EIB) umbenannt.

### Lycée Janson de Sailly

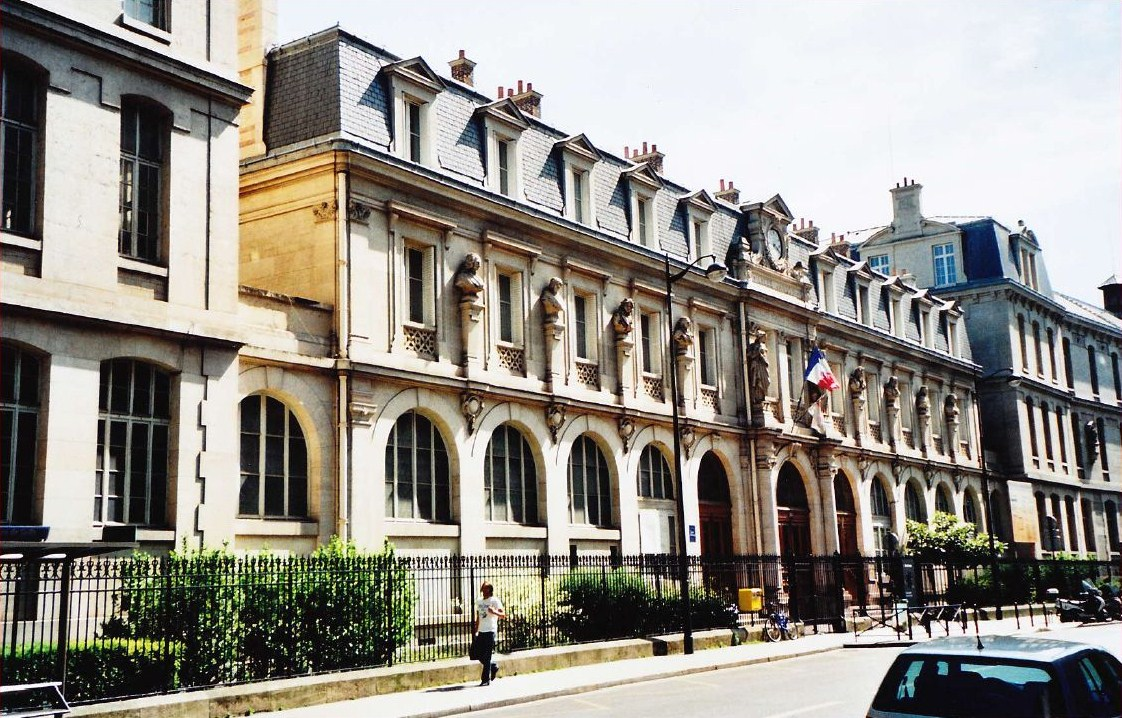
Das Hauptgebäude des Lycée Janson de Sailly, Rue de la Pompe 106

Das Gymnasium, das Julien Green besuchte, trägt den Namen seines Stifters, des wohlhabenden Pariser Anwalts Janson de Sailly. Er hatte 1880 ein 3,5 Hektar großes Grundstück im nördlichen Teil der Rue de la Pompe erworben, um an dieser Stelle (der heutigen Nummer 106) eine Schule zu errichten. Bei der Einweihungsfeier im Jahr 1884 war der zu jener Zeit nur wenige Meter von der Rue de la Pompe entfernt lebende Victor Hugo zugegen. Mit mehr als 3.000 Schülern und etwa 350 Lehrkräften ist das Lycée Janson de Sailly nicht nur das größte Gymnasium von Paris, sondern es hat auch noch den besten Ruf. Die Namen seiner ehemaligen Schüler reichen von dem Schauspieler Jean Gabin bis zum ehemaligen französischen Staatspräsidenten Valéry Giscard d’Estaing und dem ehemaligen französischen Premierminister Lionel Jospin.
Gleich neben dem Gymnasium liegt die Métrostation Rue de la Pompe, die am 8. November 1922 eröffnet wurde und auf der Strecke der Linie 9 liegt. Ihr Eingang ist in der Avenue Georges-Mandel, nur wenige Meter vom früheren Wohnsitz von Maria Callas entfernt.